# قمولا وسطی
قمولا وسطی (به عربی: الأوسط قمولا)، روستایی از توابع نقاده در استان قنا و کشور مصر است.

## جمعیت
براساس سرشماری سال ۲۰۰۶ مصر، جمعیت آن ۲۳۵۴۰ نفر(۱۱۸۷۷ مرد و ۱۱۶۶۳  زن) بوده‌است.